# Couronne du Saint-Empire

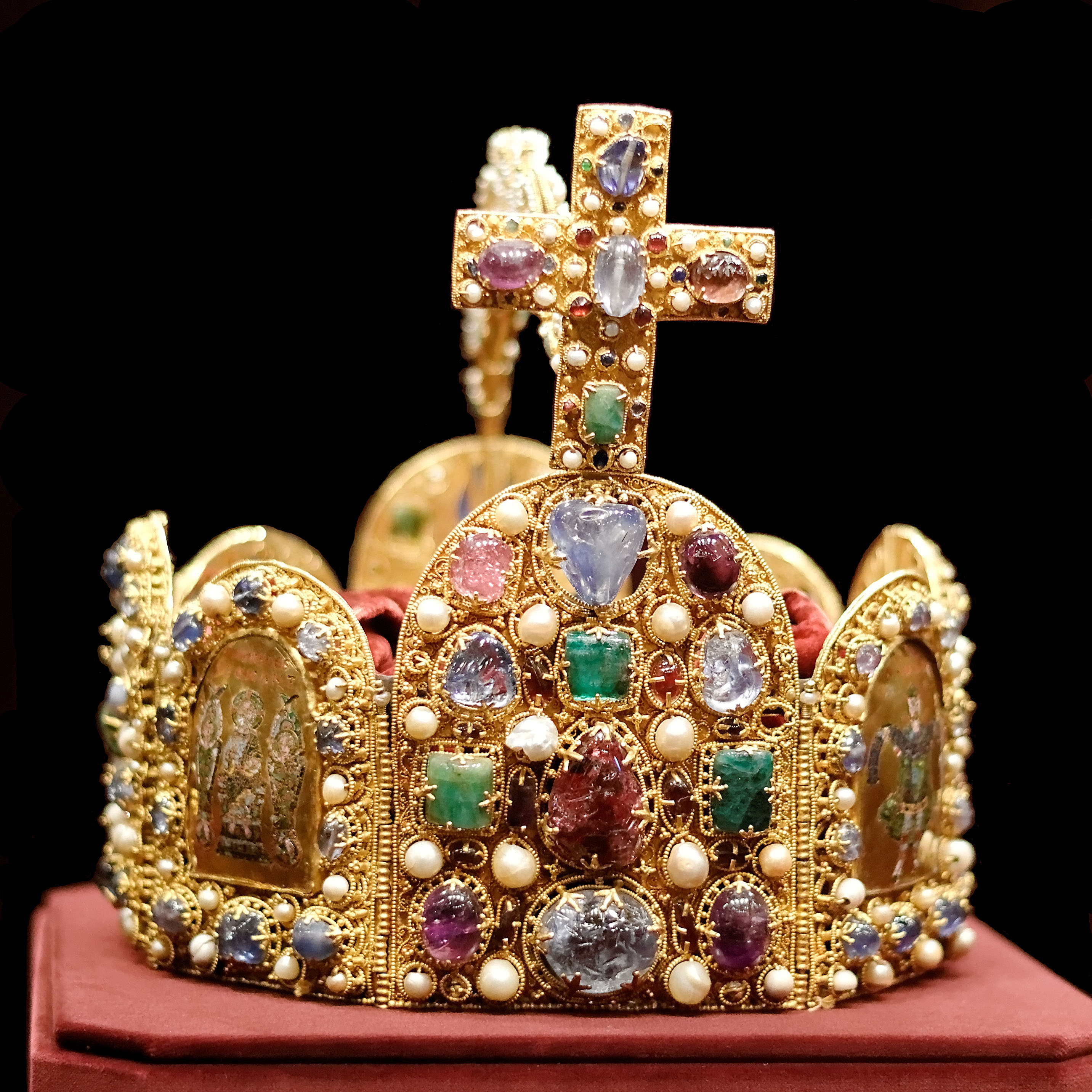
Vue de face de la couronne du Saint-Empire conservée au Trésor impérial de Vienne.

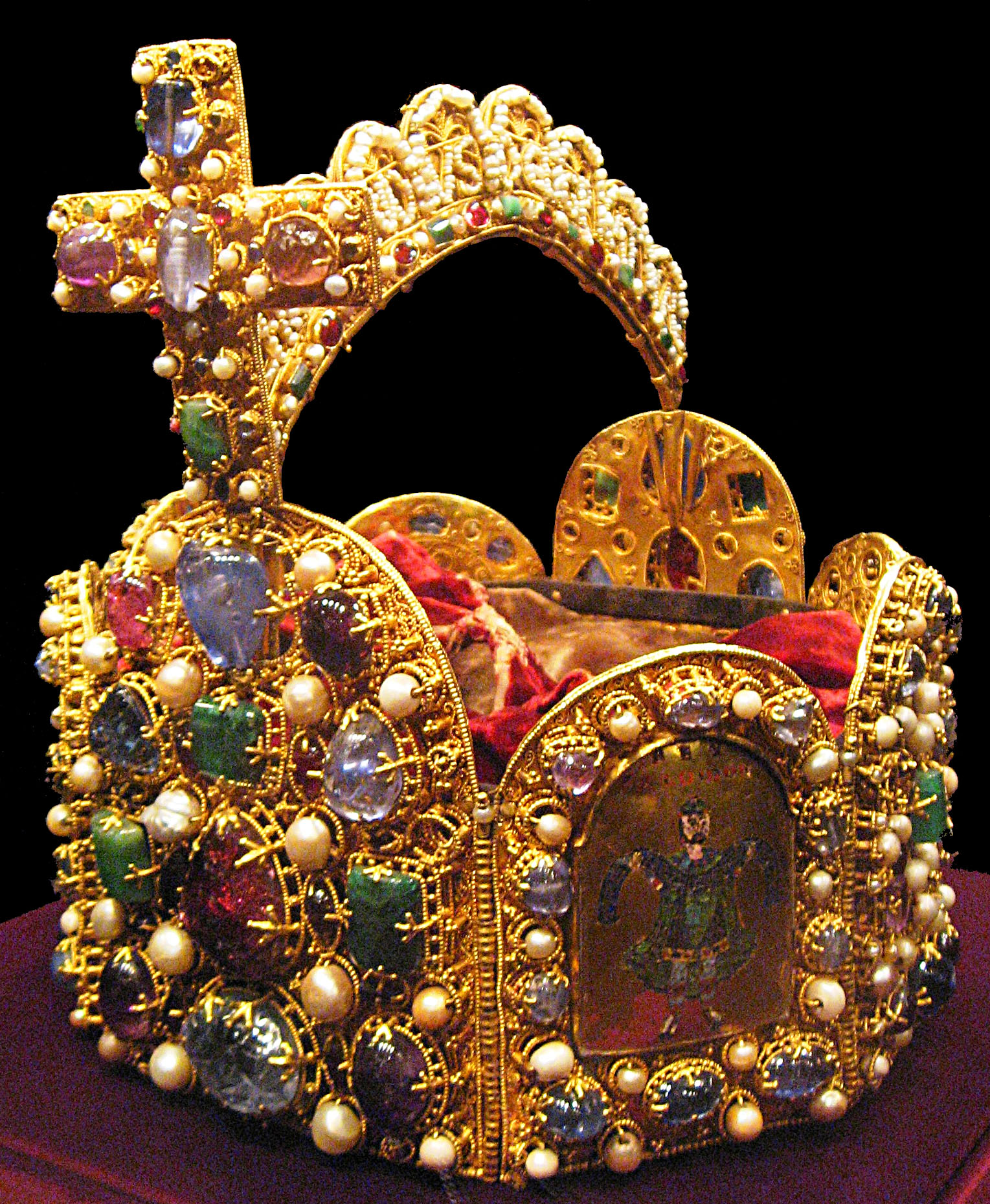
La couronne vue de trois-quarts.

La couronne du Saint-Empire était depuis le haut Moyen Âge la couronne des rois et empereurs du Saint-Empire romain germanique. À partir de l’avènement de Conrad II, la plupart des souverains germaniques l'ont ceinte. Outre le crucifix de l'Empire, l’épée impériale et la Sainte lance, cette couronne fut le principal bijou des regalia du Saint-Empire. Lors de la cérémonie du couronnement, l'archevêque de Mayence remettait solennellement au nouveau monarque le sceptre et l’orbe. Ainsi, la couronne (appelée métaphoriquement daz riche, le royaume) et le cabochon disparu qui l'ornait, appelé « Orphanus », devinrent le symbole du pouvoir des rois (resp. empereurs) : un couronnement sans ces insignes était généralement considéré comme illégitime. Il n'est pas jusqu'à la fonction religieuse du monarque qui ne fût symbolisée par des miniatures gravées sur cette couronne.
Aujourd'hui, la couronne impériale est conservée avec les autres regalia dans le trésor impérial de Vienne, au château de la Hofburg.

## Données matérielles

### Description
La couronne impériale de Vienne possède une forme caractéristique, qui la distingue de la plupart (pour ne pas dire de toutes) les autres couronnes : elle n’est pas circulaire, mais octogonale ; en guise de diadème, on trouve huit plaques arrondies à leur partie supérieure assujetties l’une à l'autre par des charnières ; l’ensemble, raidi par deux anneaux de fer d’âge indéterminé retenant les plaques par des soudures à l’or, est parvenu jusqu’à nous en conservant une forme d’octogone quasi-régulier.
Son diamètre, mesuré entre la plaque frontale et la plaque cervicale, est de 20,9 cm, et dans le sens de la largeur de 22,2 cm. La plaque frontale, d’une largeur de 11,2 cm et haute de 14,9 cm, est la plus grande de toutes. Les autres panneaux sont de taille variable : les plaques historiées font environ 12 cm de hauteur et 83 mm de largeur. Les deux plaquettes pariétales mesurent 12,5 cm dans le sens de la hauteur et 82 mm de largeur. La plaque cervicale, comme la plaque frontale, est haute de 14,9 cm mais large seulement de 82 mm. Le crucifix monté sur la couronne est haut de 99 mm et large de 82,5 mm ; il est enchâssé dans un logement qui manifestement ne lui était pas destiné, avec une fixation de fortune.
Les plaques ornant la couronne sont d’or natif, serti de perles et de gemmes. Ces pierres sont fixées dans des logements exactement adaptés à leur taille ; les grosses perles sont enchâssées dans des rangs de perles plus petites, traversées par un fil d'or, ce qui fait qu'elles paraissent flotter librement, et reçoivent la lumière de tous côtés. Il y a au total 144 gemmes et à peu près autant de grandes perles.
Outre les quatre plaques d’émail aux motifs d'inspiration byzantine (dites Bildplatten en allemand) représentant des scènes de l’Ancien Testament, à savoir l'effigie des rois David, Salomon, et Ézéchias avec le prophète Ésaïe, ainsi qu'une scène du Nouveau Testament (Jésus entouré de deux anges), la couronne comporte quatre plaques (dites Steinplatten) aux dessins programmatiques, qui alternent avec les plaques historiées.

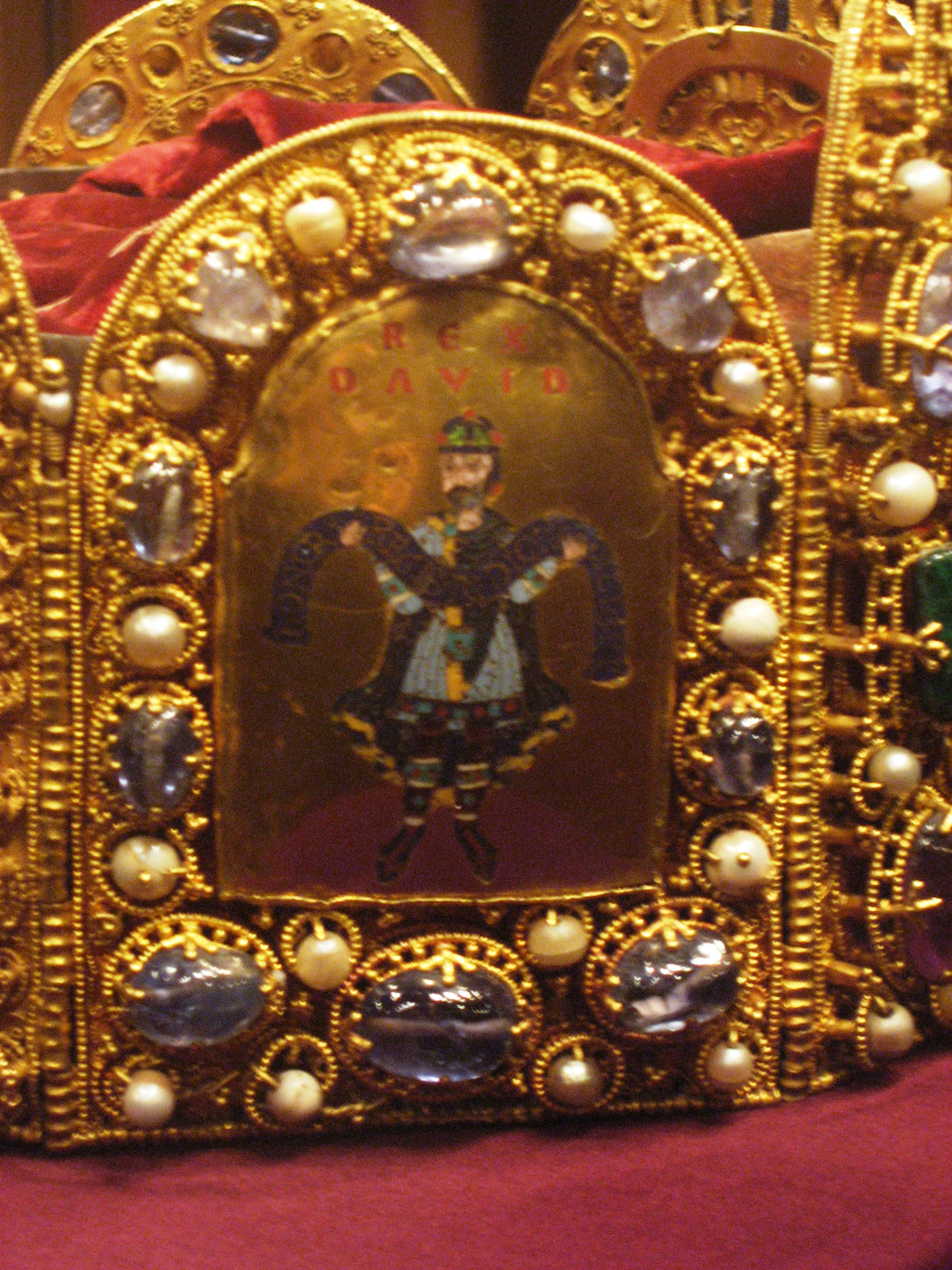
Le roi David (Rex David)
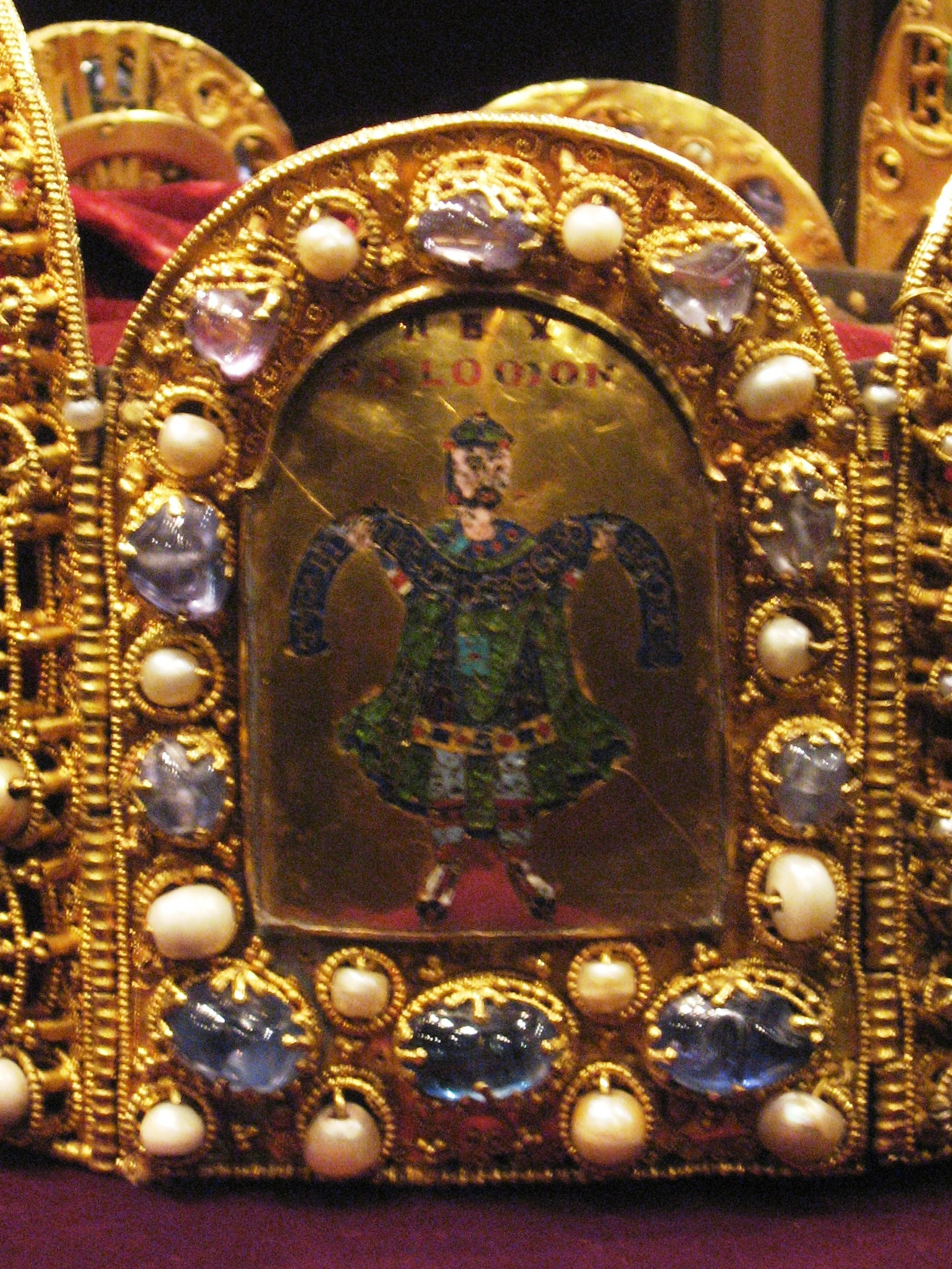
Le roi Salomon (Rex Salomo)
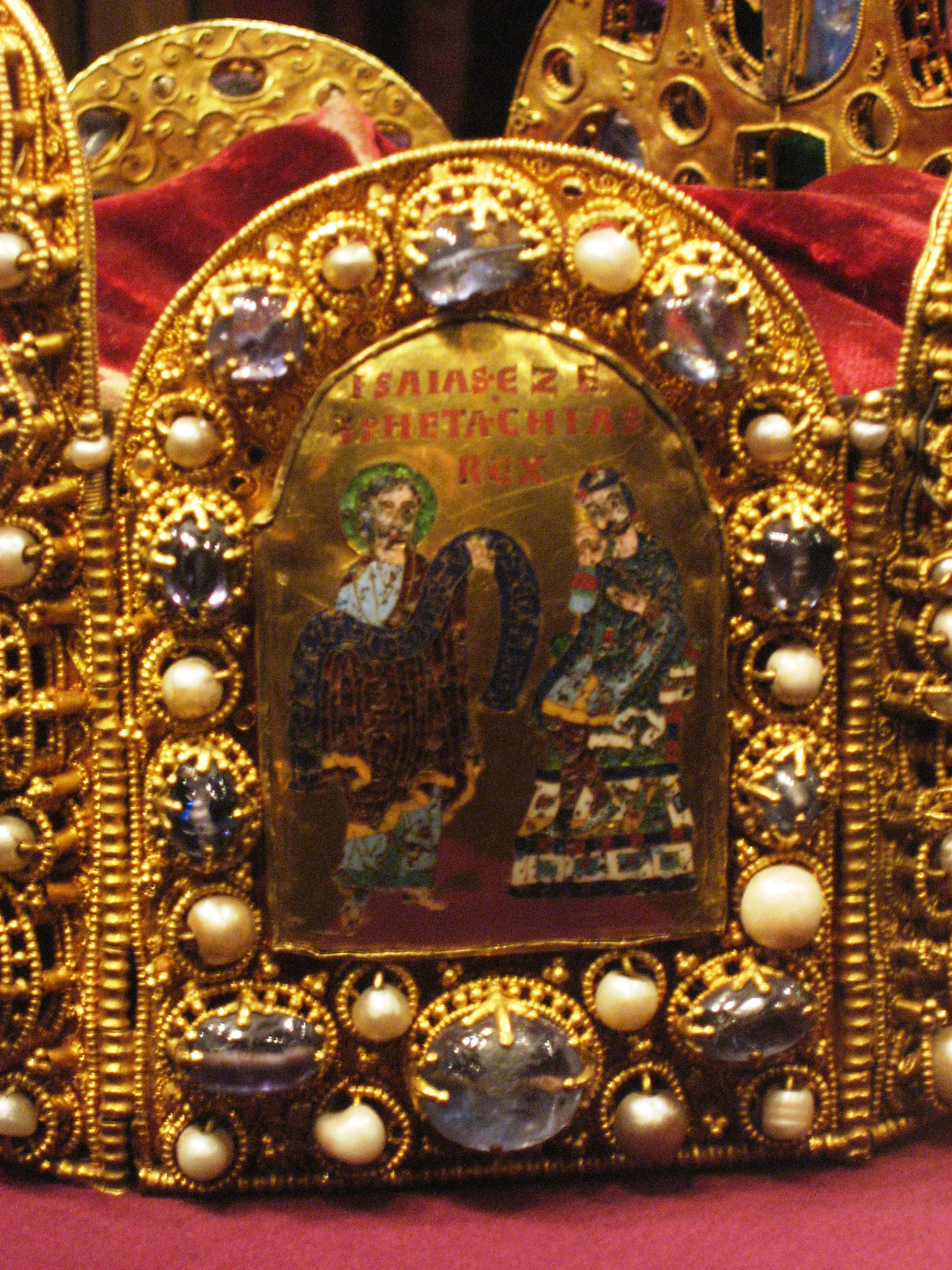
Ézéchias et le prophète Ésaïe (Isaias Ppheta Ezachias Rex)
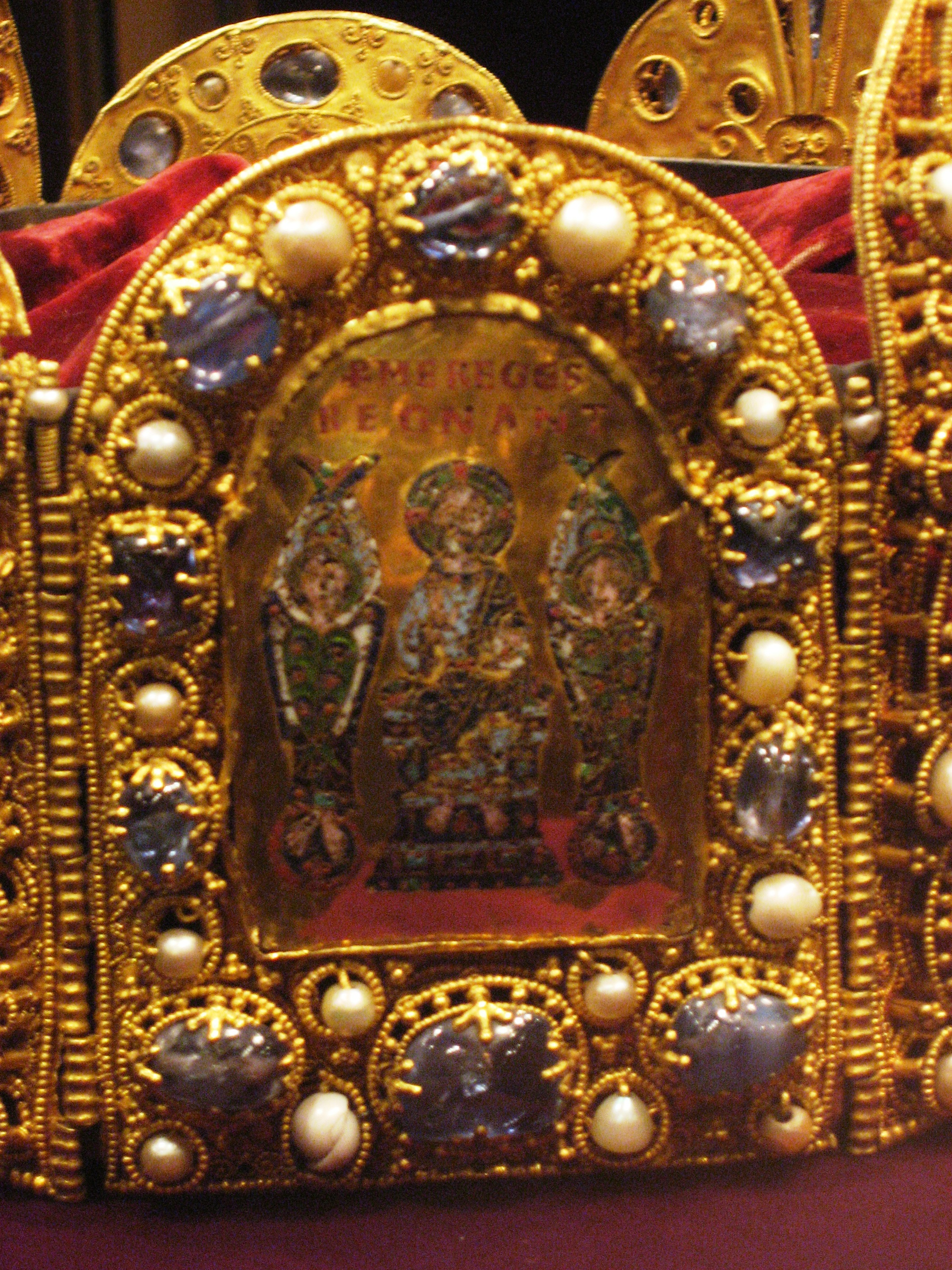
Christ entouré de deux anges ((per) Me Reges Regnant)

Les rois David et Salomon tiennent des pièces d'étoffe avec une inscription latine. Pour le roi David, l'inscription est la suivante : « La force d’un roi est d’aimer la justice », et pour Salomon : « Crains le Seigneur et détourne-toi du Mal ». Sur la troisième icône, le roi Ezechias reçoit du prophète Ésaïe la promesse de Dieu : « J’ajoute quinze années à tes jours ». Sur la quatrième plaque, Jésus ressuscité trône au-dessus du globe terrestre, entouré de deux anges. On lit en lettres de vermillon sur fond d'or « per me reges regnant ».
Le crucifix au-dessus est une innovation du début du XIe siècle attribuée à Henri II, de même qu'un arc diamétral, ajout contemporain du règne de Conrad II. Cet arc vertical, typique des couronnes impériales, surmonte la couronne octogonale proprement dite et relie les deux plus grandes plaques, la frontale et la cervicale. Il est orné à sa partie supérieure d'une crête de huit plaquettes d'or en demi-disque.
Les perles serties sur cette crête forment une phrase qui explique l'attribution à Conrad II. On lit en effet sur le côté gauche : Chuonradus Dei Gratia et sur la face droite : Romanoru(m) Imperator Aug(ustus) (« Conrad par la grâce de Dieu auguste empereur des Romains »). Ce n'est sans doute pas un hasard si cet arc rappelle par sa forme le cimier des rois et généraux de l'Antiquité.
Il y avait sans doute à l'origine en lieu et place du crucifix et sur les plaques temporales des décorations en fleur de lis faites de trois perles chacune. Ces motifs ont sans doute été abandonnés car à cette époque les empereurs byzantins eux-mêmes ont remplacé les perles par des crucifix.

### Ornements disparus

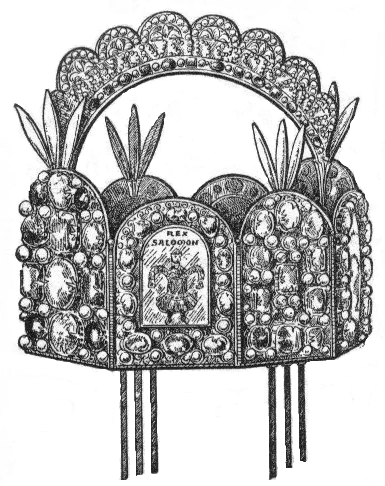
Reconstitution de l'aspect originel de la couronne avant Conrad II.

La couronne actuelle n’est plus qu’un vestige de la couronne originelle.
Tout d'abord, il y manque l’une des plus célèbres pierres précieuses du Moyen Âge, l’orphanus (en allemand Waise : « l'Orphelin »), qu’Albert le Grand a décrite vers 1250 ainsi :

« L'Orphanus est une pierre précieuse de la couronne de l'empereur des Romains. On l'appelle ainsi car on n'en a jamais vu de semblable. Elle est couleur de vin, d'un vin rouge clair comme si l'éclat de la neige l’imprégnait, mais où pourtant le rouge reste dominant. Cette gemme brille vivement et l'on dit qu'elle aurait même naguère brillé dans l'obscurité ; cependant, elle ne le fait plus aujourd'hui. Mais on affirme qu'elle concentre en elle l'honneur de l'Empire. »

— Albert le Grand, De mineralibus.
Il s’agissait sans doute d'une grosse opale ou d’une escarboucle, donc d'une pierre de teinte blanc laiteux ou  rouge vif. Elle était sertie dans la plaque frontale ou cervicale (ce point reste très débattu parmi les experts) et disparut sans doute au cours du XIIIe siècle, puisqu'elle est mentionnée pour la dernière fois dans l'inventaire de succession de l'empereur Charles IV (1350).
Quelques-unes des plaques présentent des déchirures, des traces de coup ou sont cassées. Il manque en plusieurs endroits des gemmes, des perles et des fils d'or. Par endroits, les perles et gemmes manquantes ont été remplacées, ce que l'on voit à l'ajustement approximatif de ces pierres dans leurs logements. Cela vaut surtout pour la plaque frontale, où se trouvait l’Orphanus sans aucun doute. Il a été remplacé par un étroit saphir, qui ne suffit pas non plus à remplir entièrement l'enchâssement, raison pour laquelle il est maintenu à sa partie haute.
La face interne des plaques montre les points d'ancrage de chaînettes (pendentifs), à droite et à gauche, et on les voit en effet représentées sur la péricope d’Henri IV. Weddige écrit à ce propos :
« À chacune des plaques sont attachées trois chaînettes-pendentifs comme sur la couronne de saint Étienne hongroise. »
La coiffe de satin rouge à l'intérieur de la couronne date du XVIIIe siècle. Au Moyen Âge, le monarque portait à la place une  mitre, car le port de vêtements épiscopaux (paramentique) était un privilège papal dont l'empereur bénéficiait avec son couronnement.

## Histoire de la couronne

### Fabrication
On estime pour l'instant que la couronne du Saint-Empire a été fabriquée au plus tôt en 960 pour l'avènement d’Otton Ier et au plus tard pour l'avènement de Conrad II.
Depuis le début du XXe siècle, plusieurs chercheurs (Hermann Fillitz, Reinhart Staats, Gunther G. Wolf et Mechthild Schulze-Dörrlamm) se sont efforcés de dater plus précisément ce bijou. Son introduction a été attribuée, non seulement à presque tous les empereurs d’Otton Ier à Conrad II, mais même au roi de Bourgogne Rodolphe III et au pape Benoît VIII. Diverses tentatives, comme celle, récente, de Hans-Martin Schaller, ont été faites pour repousser l'introduction de la couronne impériale au milieu du XIIe siècle, sous le règne du premier Hohenstaufen, Conrad III
La couronne du Saint-Empire a vraisemblablement été fabriquée dans un atelier de Rhénanie au cours de la seconde moitié du Xe siècle. Le style et l'analyse des métaux orientent vers un atelier de Cologne ou d’Essen, bien que, compte tenu des particularités d'une fabrication nécessairement artisanale, on ne puisse écarter d'autres localisations : on a cité par exemple le monastère bénédictin de Reichenau, où, non loin des locaux de la chancellerie impériale, se trouvait un atelier de peinture et d'orfèvreries tout à fait capable de produire un tel bijou. Parmi les autres sites passés en revue dans la littérature, on trouve encore Constantinople, la Sicile, la Bourgogne, la Lorraine, Mayence ou Ratisbonne.

### Premières évocations
On relève chez le trouvère Walther von der Vogelweide les premières mentions écrites de ce qui, pour une majorité écrasante de chercheurs, est la couronne conservée aujourd'hui. Le poète évoque le diadème impérial dans deux strophes consacrées au couronnement de Philippe de Souabe le 8 septembre 1198 à Mayence, par l'archevêque bourguignon, Aymon de Briançon :
| Die Krone ist älter als der König Philipp ist. Daran könnt Ihr alle gewiss ein Wunder erkennen, wie sie ihm der Schmied so passend gemacht hat. Sein kaiserliches Haupt passt so gut zu ihr, dass sie von rechts wegen niemand Edler trennen soll. Keines von beiden schwächt hier das andere Sie strahlen beide einander an, das edle Gestein gegen den jungen, angenehmen (herrlichen) Mann. Die Augenweide sehen die Fürsten gerne. Wer nun auch immer in Reichsfragen unschlüssig ist, der achte darauf, wem der Waise über seinem Nacken steht: der Stein ist aller Fürsten Leitstern. | La couronne est plus ancienne que le roi Philippe. Aussi, comment ne pas s'émerveiller que l'orfèvre l'ait si bien apprêtée à son chef? Elle va si bien à cet auguste visage, Que rien de plus noble ne peut l'en séparer : Loin que l'une rabaisse l'autre Ils s'illuminent d'un éclat réciproque, La pierre précieuse et le jeune seigneur si courtois. Un spectacle dont les princes se délectent! Que celui qui doute de la politique du royaume, Voie de ses yeux qui est celui dont l’Orphanus couronne la nuque : Cette pierre, l'étoile qui tout prince guide... |

Si Walther se fait le propagandiste du parti de Philippe, c'est que cette même année Othon IV avait été élu roi et s'était fait couronner à Aix-la-Chapelle par l'archevêque Adolphe de Cologne ; seulement, quoique le lieu de ce couronnement et le prélat eussent été légitimes, les emblèmes royaux n'étaient que des imitations. Toutefois, à cette époque, le lieu du couronnement primait, en matière de légitimité, sur le fait de détenir les regalia, ce qui explique pourquoi le Minnesanger éprouve le besoin d’insister sur la légitimité que confère le port de la couronne. Ce n'est qu'à partir de 1247 que la conservation de la couronne est attestée.
On ne trouve de représentations tant soit peu réalistes de l'actuelle couronne qu'après 1355 : on la voit sur l'arbre généalogique de Charles IV, sujet d'une tapisserie du château fort de Karlstein aux environs de Prague, mais elle apparaissait déjà sur les monnaies des dernières années de règne l'empereur Barberousse († 1190).
Comme au Moyen Âge la cour royale était itinérante, la couronne était alors conservée près des palais, donjons et monastères où le roi (resp. l'empereur) séjournait. On trouvait ainsi une salle au trésor au Château de Harzburg, dans l’abbaye royale d'Hersfeld, au château fort de Hammerstein, de Trifels etc.
Vers 1368, Charles IV chargea un maître praguois de fabriquer un fourreau de cuir pour la couronne. C’est le même maître qui avait préparé le fourreau de la couronne de Saint-Wenceslas. Et ce n'est finalement qu'à partir de ce moment qu'on est assuré que la couronne aujourd'hui conservée à Vienne est identique à celle mentionnée dans les évocations du trésor impérial.

### Le trésor de Nuremberg

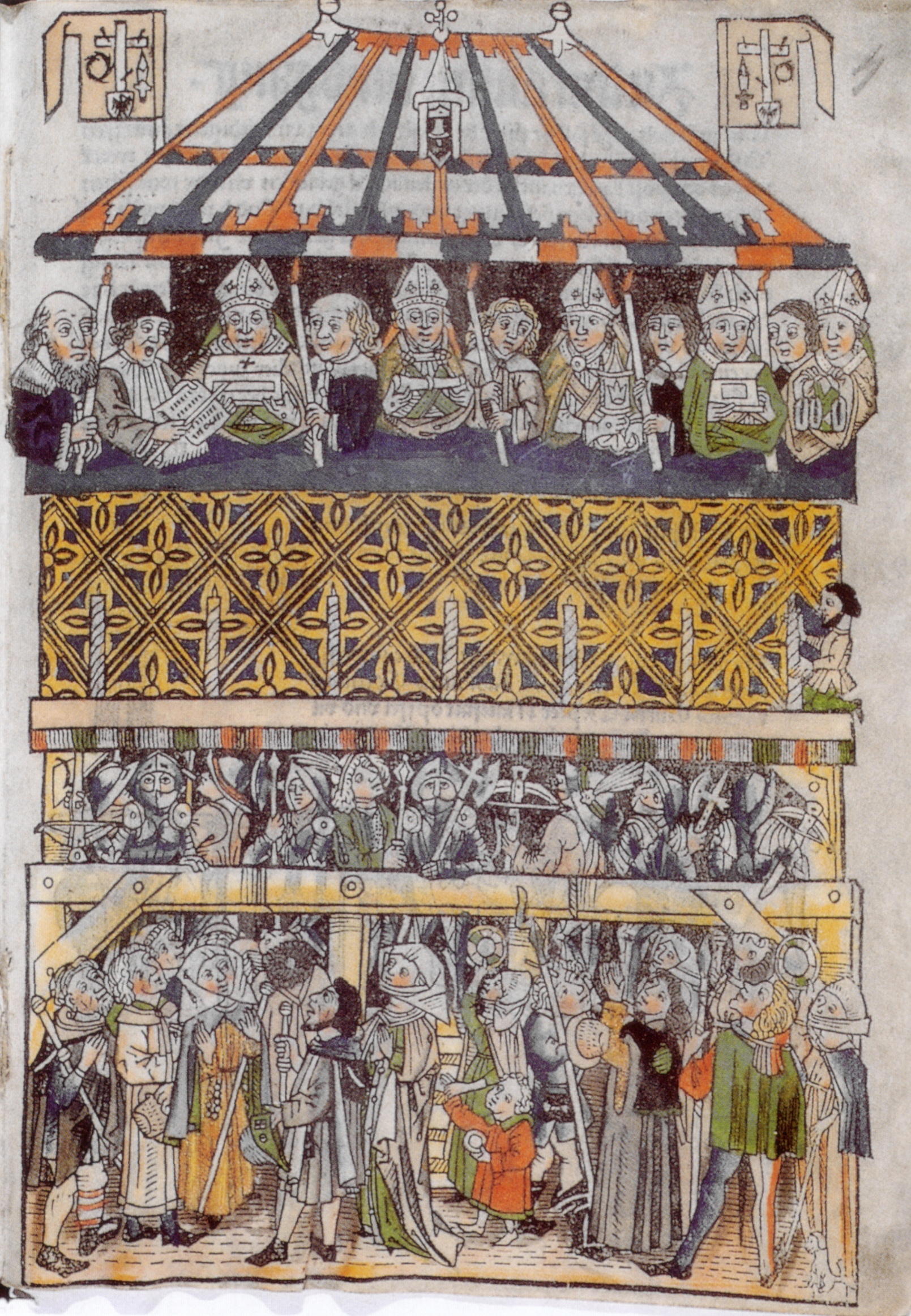
Monstration des régalia à Nuremberg (bois gravé de 1487).

Après l'exécution de Jan Hus sur le bûcher à Constance en 1415, les Hussites cherchèrent à s'emparer au cours du  conflit qui suivit des regalia impériales, qui étaient alors conservées au château fort de Karlstein. Conscient du danger, le roi Sigismond parvint à mettre le trésor en lieu sûr, au château de Visegrád en Hongrie ; mais il n'était pas pour autant en sécurité, puisque la Hongrie n'était pas alors terre d'empire, encore que Sigismond fût lui-même de plein droit roi de Hongrie.
Les plus riches villes d'empire, au premier rang desquelles Nuremberg, étaient au XVe siècle le plus sûr appui de l'empereur. C'est donc tout naturellement que Sigismond choisit la capitale de Franconie, afin de mettre les regalia impériales « pour toujours, définitivement et incontestablement » en sécurité. À cette fin, il octroya le 29 septembre 1423 à la ville le privilège de la conservation du trésor impérial. Le diplôme sanctionnant cette décision évoque les regalia comme « notre bien sacré et celui du Saint-Empire ». La ville avait en outre le privilège de présenter les joyaux chaque année aux sujets du royaume, le 14e jour suivant le Vendredi saint, lors d'une cérémonie de monstration (Heiltumsweisungen). Enfin, Nuremberg bénéficiait du droit de tenir une foire de deux semaines, commençant le jour de la présentation des joyaux de la couronne impériale.
Le 22 mars 1424, les regalia et la couronne impériale parvenaient à Nuremberg, camouflées dans un navire transportant du poisson. Seuls six échevins étaient au courant de cette cargaison, qui étaient accompagnée de deux membres du conseil municipal. Il avait fallu par bateau deux semaines de navigation sur le Danube depuis Ratisbonne. Comme on avait tenu les négociations et le transport dans le plus grand secret, la nouvelle ne fut connue qu'au jour de l'arrivée en ville des reliques. L'arrivée du trésor en ville donna lieu à de grandes festivités organisées par les bourgeois et le clergé.
La même année, le pape Martin V confirma le privilège de Nuremberg, non sans manifester ses prérogatives d'enregistrement des décrets impériaux : il exigea que les regalia soient à jamais conservées dans l’hospice du Saint-Esprit. Cet éternel devoir s'éteignit pourtant de lui-même lorsque Nuremberg passa dans le camp des hérétiques.
Les regalia étaient conservées dans une resserre protégée d'une herse, sise au-dessus de la sacristie de la chapelle de l’hospice du Saint-Esprit, et la couronne elle-même rangée dans un coffret noir. Pour la présentation des regalia, la chapelle fut ensuite repeinte et on prépara pour la Sainte Lance et le crucifix de l'Empire une châsse décorée aux armes de Nuremberg (« champ de souabe et aigle ») dite Heiltumsschrein. Les clefs de la resserre étaient confiées aux bons soins des Losunger, les trois plus grands notables de la cité franconienne.
Temps fort de la foire de Nuremberg, les autorités suscitées défilaient avec les régalia impériales en procession. Depuis une tribune de bois montée pour l'occasion sur la place du marché, trois évêques présentaient les joyaux au peuple, sur quoi on proclamait ouverte la foire régionale.

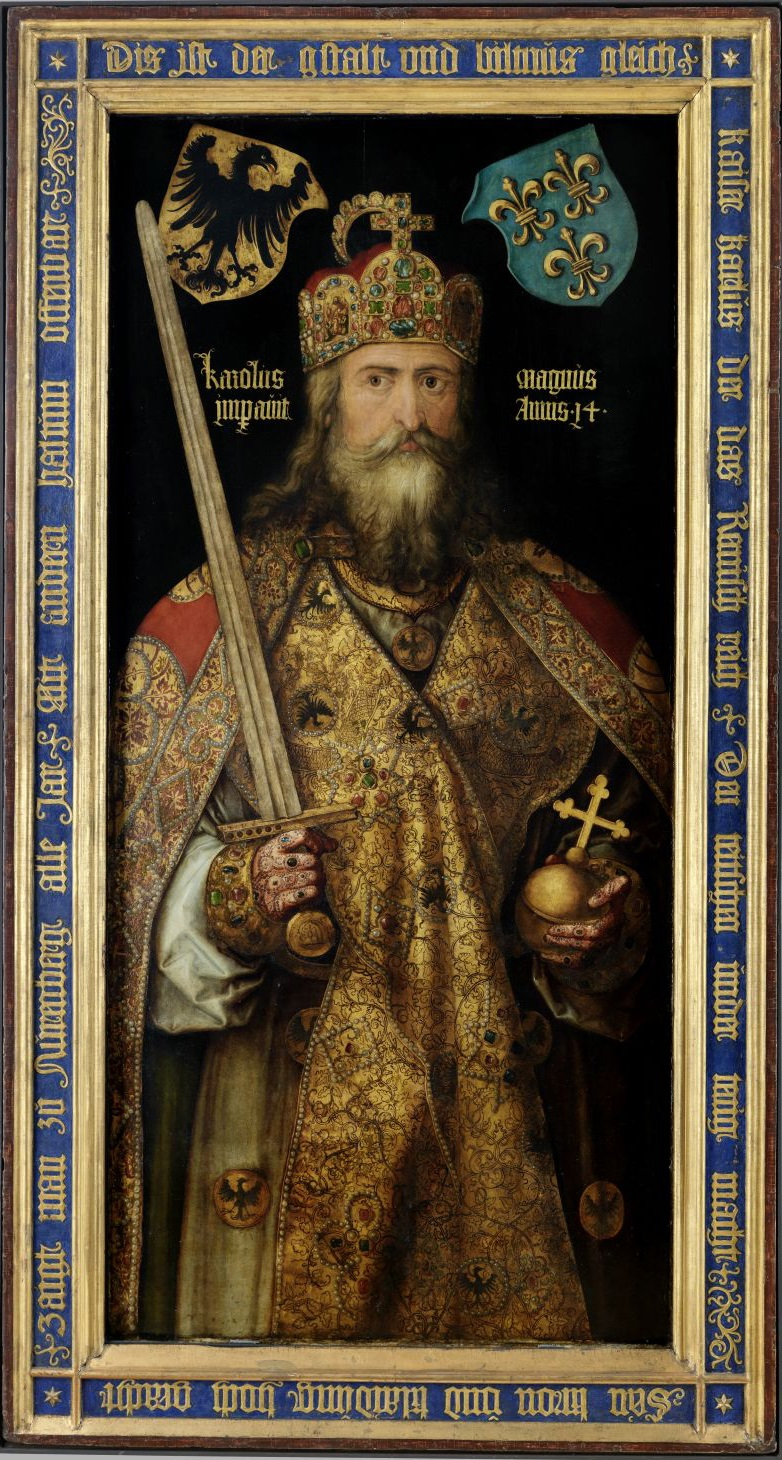
Portrait imaginaire de Charlemagne, portant la couronne et les régalia du Saint-Empire, par Albrecht Dürer (1512)

En 1510, les notables de Nuremberg firent don de deux tableaux pour orner la salle au trésor de la Schopperschen Hause, la maison bourgeoise de la place du marché dans laquelle étaient conservés les joyaux de la couronne pour la durée des fêtes. Ces tableaux, représentant les empereurs Sigismond et Charlemagne, étaient censés témoigner de la dignité de la ville. L'artiste chargé de ce travail, Albrecht Dürer, a représenté Charlemagne (alors considéré comme le fondateur du Saint-Empire) avec le globe impérial, l'épée de sacre et la couronne impériale. On lit dans le cartouche du tableau l'inscription suivante :
Dis ist der gestalt und biltnus gleich

Kaiser Karlus, der das Remisch reich

Den Teitschen under tenig macht

Sein kron und klaidung hoch geacht

Zaigt man zu Nurenberg alle jar

Mit andern haltum offenbar.
Les tentatives des Habsbourg qui succédèrent à Sigismond (par ex. Frédéric III), de revenir sur la prérogative accordée aux bourgeois de Nuremberg, et de se réapproprier les joyaux de la couronne, furent repoussées victorieusement par la population. Ce n'est que pour le couronnement des rois et des empereurs que les regalia impériales quittaient la ville, sous la garde d'émissaires de la municipalité. L’Italien Enea Silvio Piccolomini, futur pape sous le nom de Pie II, écrivit en 1452 à propos du couronnement de Frédéric III à Rome :
« Frédéric avait fait venir lui-même de Nuremberg la cape, l'épée de sacre, le sceptre, l'orbe et la couronne de Charlemagne et se les était fait présenter. »
Les délégués nurembergeois avaient même le privilège d'amener au nouveau monarque les insignes royaux lors de la cérémonie du couronnement. Le livre où étaient consignés exactement les noms des gardiens des joyaux et leurs officiants est perdu.
La dernière présentation des joyaux au peuple eut lieu en 1523 : la conversion de Nuremberg aux idées de la Réforme y mit un terme. C'est pourquoi le pape Adrien VI tenta une dernière fois de revenir sur le privilège accordé à la cité franconienne. D'ailleurs Aix-la-Chapelle réclamait désormais le « retour » des « regalia d'Aix », se posant comme le lieu de couronnement traditionnel, mais en vain. Les bourgeois de Nuremberg répliquèrent que l'hospice du Saint-Esprit était une fondation civile, donc échappant à l'autorité du pape. Ce détail, renvoyant à des faits vieux de cent ans, avait échappé au souverain pontife.
250 ans plus tard, la Révolution française fragilisa la légitimité des régimes monarchiques. Les guerres révolutionnaires se soldèrent par la déconfiture du Saint-Empire : les combats une fois transportés sur le sol allemand, ne le quittèrent plus pour une dizaine d'années ; en 1796, les armées révolutionnaires du général Jourdan partaient l'assaut de Nuremberg, contraignant le conseil de la ville à prendre des mesures pour préserver le trésor impérial.
Le mérite d'avoir sauvé les regalia est attribué à un colonel de Nuremberg, Johann-Georg Haller von Hallerstein, qui parvint finalement à les remettre au baron Johann Aloys Josef von Hügel, premier commis de la Diète perpétuelle de Ratisbonne. Ce dernier, avec l'approbation de l'empereur, les prit sous sa protection et les déposa dans les coffres du château de la famille von Thurn und Taxis à Ratisbonne.
Dans la hâte, certains joyaux de la couronne avaient pourtant été oubliés à Nuremberg, mais les Français ne s'en rendirent pas compte, si bien que le 29 septembre de la même année, le colonel Haller put effectuer une deuxième livraison aux seigneurs de Hügel à Ratisbonne, comportant cette fois l’épée impériale, la Sainte lance et le crucifix de l'Empire.

### Intégration au trésor de Vienne

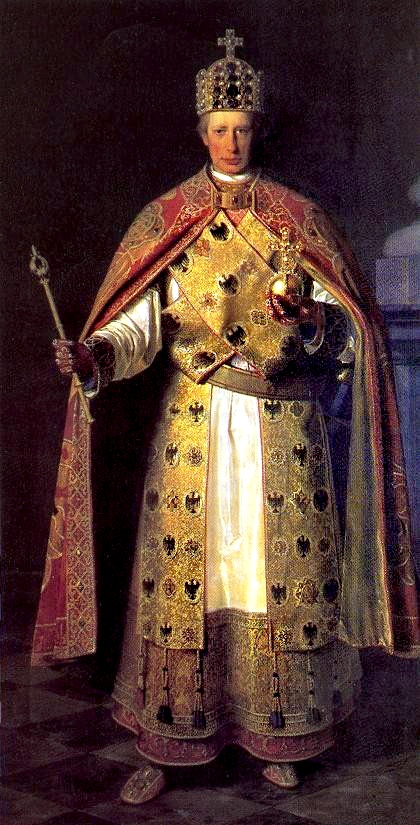
François II, dernier empereur du Saint-Empire, en costume d'apparat (toile de Ludwig Streitenfeld, 1874).

Le séjour des regalia hors des murs de Nuremberg devait n'être que temporaire, car le conseiller Hügel puis l'empereur François II avaient promis aux bourgeois de Nuremberg la restitution immédiate du trésor une fois que toute menace serait écartée, mais avec l'avance des armées de Napoléon, il apparut bientôt que le trésor impérial n'était pas davantage en sécurité à Ratisbonne. Sans en informer les bourgeois de Nuremberg, ni s'assurer de leur approbation, von Hügel emporta les joyaux à Passau puis à Vienne, où ils furent versés au trésor impérial le 29 octobre 1800. Le trésorier impérial enregistra la réception des regalia en s'appuyant sur une liste dressée par les Losunger de Nuremberg. Cela dit, il manque quelques objets sur cette liste, comme par exemple la « cagoule » (en réalité un bonnet), une étole, deux orbes et deux pièces de parure, certainement perdues dans la chaleur des combats.
Là-dessus, les regalia dites « d'Aix-la-Chapelle » furent elles aussi rapportées à Vienne : ainsi pour la première fois, tous les joyaux du couronnement se trouvaient réunis dans le plus grand secret dans le trésor de Vienne, alors même que le Saint-Empire, symbolisé par ces ornements, était en train de s'effondrer.
En réaction au couronnement de Napoléon et à la création de la confédération du Rhin, protectorat de l'Empire français, François II délaissa le 6 août 1806 la couronne impériale ; et pour empêcher que Napoléon puisse se prévaloir du titre d'empereur pour s'assurer la primauté parmi les monarques en Europe, il conditionna la reconnaissance du couronnement de Napoléon à Notre-Dame par la reconnaissance d’un empire d'Autriche héréditaire. C'est pourquoi dès 1804 il avait proclamé l’empire d'Autriche, pour l'avènement duquel on utilisa la couronne de Rodolphe II.
Avec l'abandon de la couronne des empereurs, pour lequel il ne consulta pas même les derniers experts de l'étiquette encore présents à la cour, l'empereur signifiait la fin de l'administration impériale et dégageait par là-même tous les dignitaires et hauts fonctionnaires de cette institution millénaire de leurs devoirs vis-à-vis de lui. Cette décision ne faisait qu'entériner une réalité : le Saint-Empire romain germanique avait cessé d’exister.
Désormais privés de leur fonction symbolique, la couronne et les autres emblèmes n'étaient plus que de simples bijoux. On les conserva dans la capitale autrichienne et ce n'est qu'en 1827 qu'ils furent exposés au public et intégrés aux collections du musée du Trésor impérial, le Weltliche Schatzkammer de Vienne.

### Retour à Nuremberg
Après l’Anschluss (1938), Adolf Hitler jugea opportun de transférer les régalia impériales de Vienne à Nuremberg, manifestant ainsi sa politique de réduire Vienne au rang de grande ville européenne. C'est dans la nuit du 29 au 30 août 1938 que les regalia furent ramenés par train spécial et remis officiellement au haut-bourgmestre de Nuremberg, Willy Liebel. Les plus célèbres joyaux de la collection furent exposés dans la grand-salle de l'Hôtel de Ville à l'occasion d'une visite de Hitler, puis ils rejoignirent l’église Sainte-Catherine.
La menace nouvelle instituée par les bombardements aériens poussa cependant les autorités à établir l’Historischer Kunstbunker dans les anciennes caves à bières du château fort de Nuremberg, le Burgberg. Lorsque les troupes américaines furent en vue de la ville, quatre employés emportèrent en secret la couronne et quelques autres joyaux dans le bunker situé sous la Paniersplatz, où les derniers responsables locaux s'étaient réfugiés. On les déposa dans une niche qu'on reboucha. Pour détourner les soupçons, un faux convoi fut dépêché vers une autre destination.
Lors de la prise de Nuremberg le 20 avril 1945, les officiers américains et notamment le lieutenant Walter HORN qui mena l'enquéte, s'apercevant de la disparition des joyaux de la Couronne, firent arrêter les derniers responsables locaux. Le chef de la Flak, Fries, qui avait pris part au sauvetage du trésor, révéla la cachette après un interrogatoire, en demandant l'assurance que la couronne ne serait pas emportée en Amérique comme prise de guerre. Les Américains tinrent parole : le 4 janvier 1946, les regalia étaient de retour à Vienne.

### Le musée de Vienne
Les joyaux sont depuis exposés à la Hofburg de Vienne, et font partie du « trésor profane » de l'empire d'Autriche. Leur numéro d'inventaire est SK Inv.-Nr. XIII 1.

## La couronne en tant que symbole

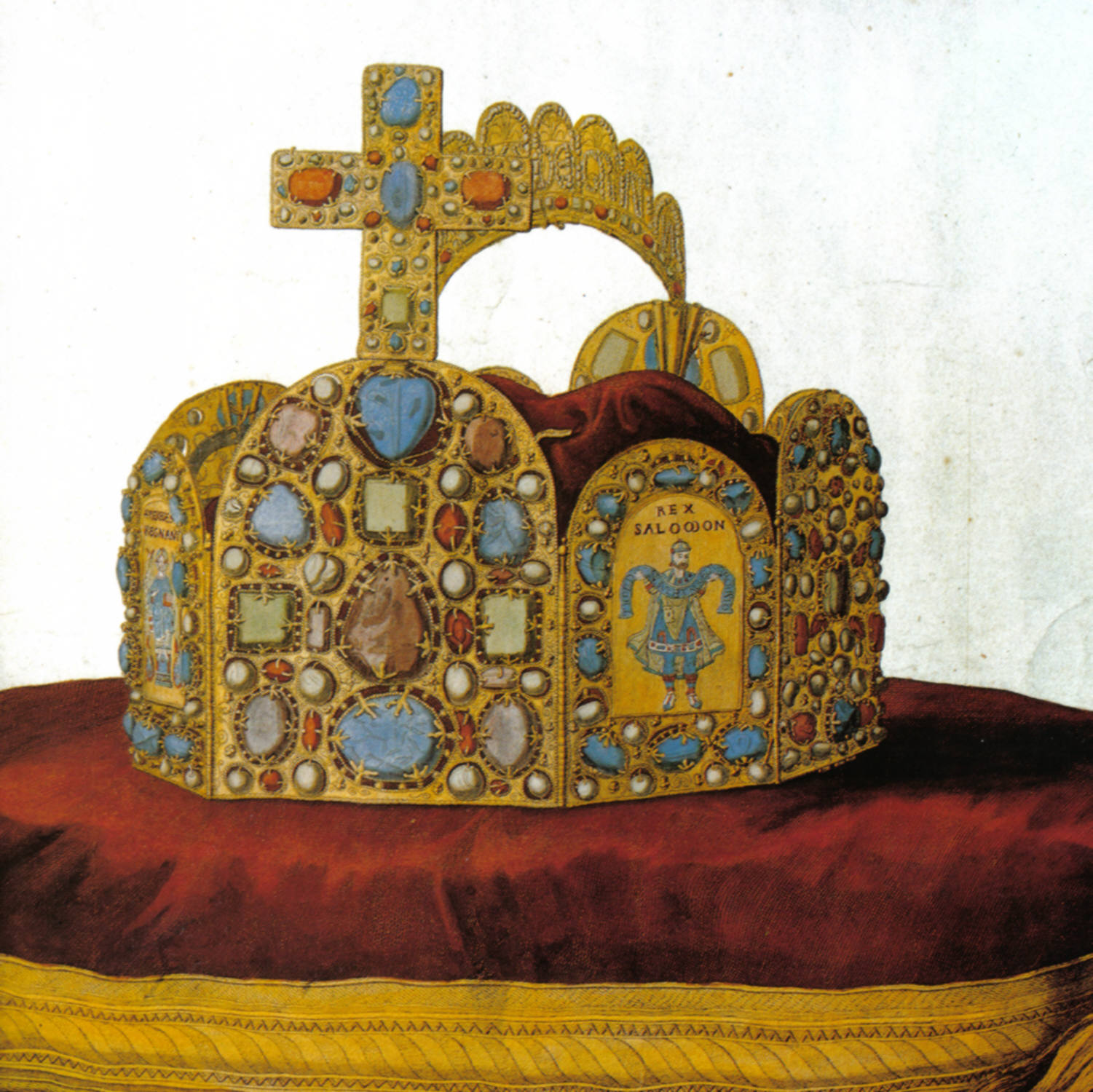
La couronne du Saint-Empire : gravure de Johann Adam Delsenbach (vers 1751).

La couronne du Saint-Empire est riche de symboles, non seulement par ses ornements (les plaques historiées), mais par sa fonction propre et son histoire. Représentée sur champ de vermillon, elle symbolisait la dignité d’architrésorier, que le prince-électeur de Hanovre représentait en écusson sur ses armoiries.
Il est délicat, comme on va le faire ici, de distinguer une composante profane d'une composante symbolique dans la fonction de la couronne, car dès l'origine elles furent indissolublement liées. Elle renvoyait à l'élection divine de l'empereur des Romains.
Il est aujourd'hui difficile de se représenter le concept germanique de Reich comme royaume temporel élu de Dieu. C'est la raison pour laquelle on développe ici séparément les deux aspects.

### Aspect profane
Les regalia, et en particulier la couronne impériale, revêtaient au Haut Moyen Âge une fonction de légitimation.
Tout d’abord, rappelons que le Saint-Empire était une monarchie élective, ce qui signifie entre autres qu'il n'y avait pas de dynastie régnante, représentant l'empire dans la durée auprès des autres cours d'Europe, même si très souvent c'étaient les fils ou d'autres parents de l'ex-empereur (resp. du roi de Germanie) qu'on élisait monarque. Afin d'affirmer qu'il était bien le souverain légitime, Le roi en exercice devait pouvoir s'appuyer sur la possession de la couronne et des insignes qui y étaient attachés. Par l'apparition en public avec les regalia, son auctoritas se manifestait au grand jour. C'est la raison pour laquelle à partir de 1354, les regalia furent présentées chaque année à la foule, tantôt depuis la tour de la chapelle du Saint-Sang sur la place Charles de Prague, tantôt à Bâle puis, par la suite, à Nuremberg. Cette monstration est attestée à partir du règne de Charles IV (1316–1378) et elle faisait l'objet d'un pèlerinage.
Ensuite, les souverains du Saint-Empire étaient au Moyen Âge tantôt en campagne, tantôt en tournée dans leur royaume (cour itinérante) afin d'exercer et par là-même justifier leur pouvoir : diriger leur armée, juger en dernier recours et attribuer les charges. Pour ces raisons, et aussi parce que l'empire était un don divin de portée universelle, le Saint-Empire n'avait pas à proprement parler de capitale, c'est-à-dire de centre spirituel et politique. C'est donc le souverain qui, en sa personne, incarnait l'unité de l'empire. L'incarnation matérielle du pouvoir souverain résidait entièrement dans la couronne du Saint-Empire et les autres regalia. On appelait d'ailleurs la couronne daz riche (« la royauté ») ; ainsi en 1316 la châtelaine habsbourgeoise de Kybourg écrit : do daz rich bi mir zu kyburc waz, c'est-à-dire que la couronne est en sûreté dans son château.
Quiconque avait pouvoir sur ces regalia détenait une légitimité monarchique. C’est ainsi qu'à deux reprises ils furent gagnés les armes à la main : c'est pour s'assurer l'accession au trône que le futur Henri II fit escorter dès qu'il le put la dépouille d’Othon III vers Aix-la Chapelle, afin de faire main basse sur les joyaux de la couronne. Plus tard, Henri, le propre fils d’Henri IV, s'empara par la ruse de la couronne avant de faire arrêter le souverain.
L'histoire de l’empereur Charles IV offre un nouvel exemple de la lutte pour la possession de la couronne. Charles avait été élu roi de Germanie le 11 juillet 1346 par cinq prince électeurs et couronné solennellement à Bonn. On sait que l'avènement de ce prince de la maison de Luxembourg avait d'abord déchaîné les plus vives hostilités à travers l'empire : favori du pape Clément VI, il ne fut d'abord considéré que comme un anti-roi, la réalité du pouvoir restant au prince Louis le Bavarois de la maison de Wittelsbach. Au terme d'une année de combats ponctuée de multiples intrigues entre ducs et évêques (dont l'élection d'un nouvel anti-roi à la mort de Louis le Bavarois), Charles parvint à contraindre le parti des Wittelsbach à lui remettre la couronne des rois Othoniens.
Mais le second couronnement à Aix-la-Chapelle (donc cette fois dans la ville héraldique légitime), qui se déroula après un délai convenu entre les parties, eut lieu sans que les joyaux eussent été remis. En février 1350, Charles devait négocier de nouveau avec l'électeur palatin Robert ; la paix de Bautzen du 14 février 1350 permit de conclure favorablement l'affaire et les reliques furent restituées au nouvel empereur le 4 avril de la même année.
Un mois plus tôt, Charles avait dépêché à Munich des émissaires qui le 12 mars 1350 se firent remettre le trésor sacré et les regalia (das heiligtum des heiligen reichs und die cleynod), comme cela est consigné dans un diplôme dressé pour l'occasion. Ce document précise qu'il y avait là « la vraie couronne en or sacrée de l'empereur Charlemagne, intacte et intègre avec l'arc et la croix fixée dessus, ornée de plusieurs pierreries et d'or, une pierre en particulier y est sertie, qu'on appelle Orphanus. » Presque toutes les recherches sur les débuts de la couronne s'appuient sur ce document, qui est le premier où l'on fait remonter la couronne à Charlemagne, et aussi la dernière évocation de l’Orphanus (allemand Waise).
Charles fit porter la couronne et les autres emblèmes sans retard à Prague. Il parada avec au dimanche des Rameaux, le 21 mars 1350, sur le Hradschin, pour les exhiber au peuple. Peu après, il les expédiait à Nuremberg, où il tint une Diète d'Empire le 4 avril. Là encore, il se produisit devant la population en procession. À chacun des bans d'empire, Charles continua ainsi de faire montre de son pouvoir.
Autant au Moyen Âge la couronne était le symbole politique et identitaire de l'empire des peuples d'Allemagne, autant elle devint sujet de controverse, voire de dérision à l'époque moderne et surtout à l'Ère des Lumières. Johann Wolfgang von Goethe, qui le 3 avril 1764 fut témoin oculaire du couronnement de Joseph II en tant que roi de Germanie à  Francfort, écrit à ce propos dans Poésie et Vérité (I, 5) :
« Le jeune souverain (…), engoncé dans des étoffes trop grandes pour lui, se débattait avec les insignes de Charlemagne, comme déguisé, si bien que de temps en temps comme son père il ne pouvait s'empêcher d'en sourire. La couronne, qu'on avait dû briquer pour l'occasion, vacillait comme une toiture mal ajustée. ».

### Aspect religieux

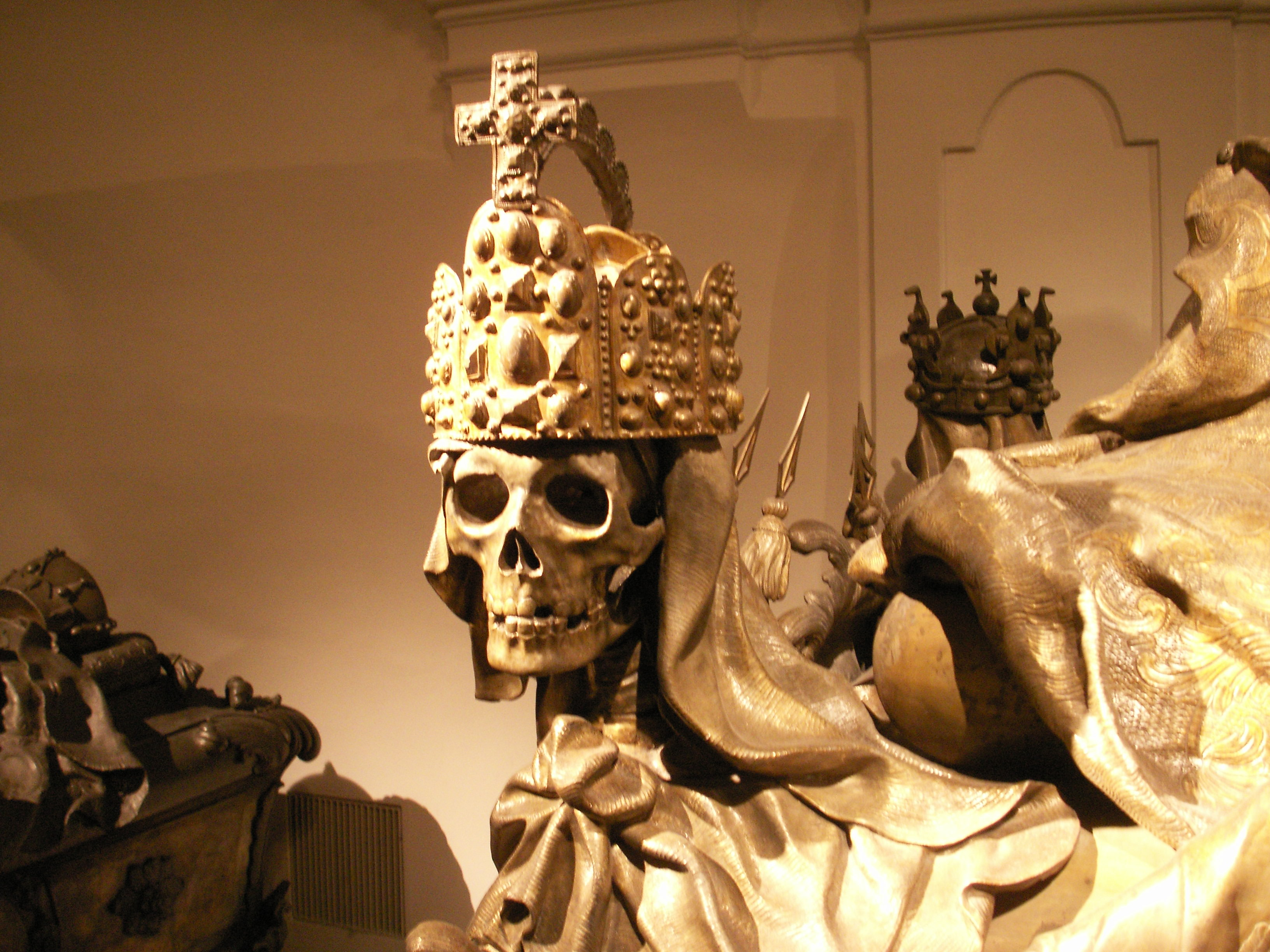
La couronne représentée sur le transi du sarcophage de l'empereur Charles VI, dans la crypte impériale de Vienne.

Au Moyen Âge, la couronne du Saint-Empire était une expression du pouvoir du Christ, roi des rois. C'est d'ailleurs ce qu'expriment les plaques historiées, en particulier celle représentant le Christ (Christusplatte), où l'inscription « per me reges regnant » (« c'est par moi que les rois ont pouvoir ») élève l'empereur au rang d’élu divin. L'empereur couronné est donc l'incarnation du roi temporel immortel, qui est donc à la foi roi et prêtre (cf. Apocalypse XXI, 10–11).
La couronne, en tant que joyau, est aussi une glorification de Dieu, une légitimation religieuse de la royauté de l'empereur et l'adhésion au respect des vertus du prince chrétien. Les plaques historiées montrent clairement quelles étaient ces vertus et formulent à cet égard un idéal politique : Salomon symbolise la piété et la sagesse, le roi David la droiture, le roi Ézéchias et le prophète Ésaïe un règne durable dans l'observance des commandements divins. Il était entendu que tous les monarques devaient se montrer à la hauteur de cet idéal.
En outre, la couronne et les regalia impériales avaient un rôle de reliques lors des présentations publiques. C'est ainsi que le 17 août 1350, Charles IV demanda au pape Clément VI d'accorder à tous les pèlerins venus voir les insignes royaux la rémission de leurs péchés. Devenus objets d'un culte populaire, les joyaux de la couronne, et surtout la couronne, gagnaient en prestige et en valeur. En 1353, Charles ordonna qu'une messe pontificale soit célébrée sur l'autel même qui contenait ces joyaux.
Charles IV était ainsi parvenu à instituer un nouveau culte qui ajoutait à son pouvoir sur ses sujets. Un chroniqueur de l'abbaye autrichienne de Zwettl observa, lors de la visite du monarque dans son monastère :
« Le roi de Charles de Bohême marchait comme un empereur, car il portait les insignes royaux. »
Même si la couronne n'est pas à strictement parler une relique, on ne peut nier qu'elle possède un caractère sacré, par sa symbolique et la cérémonie de présentation qui entraîne l'entière vénération du peuple.
Mais avec la Réforme, la composante religieuse du symbolisme de la couronne et des autres insignes s'estompa presque complètement.

### Postérité

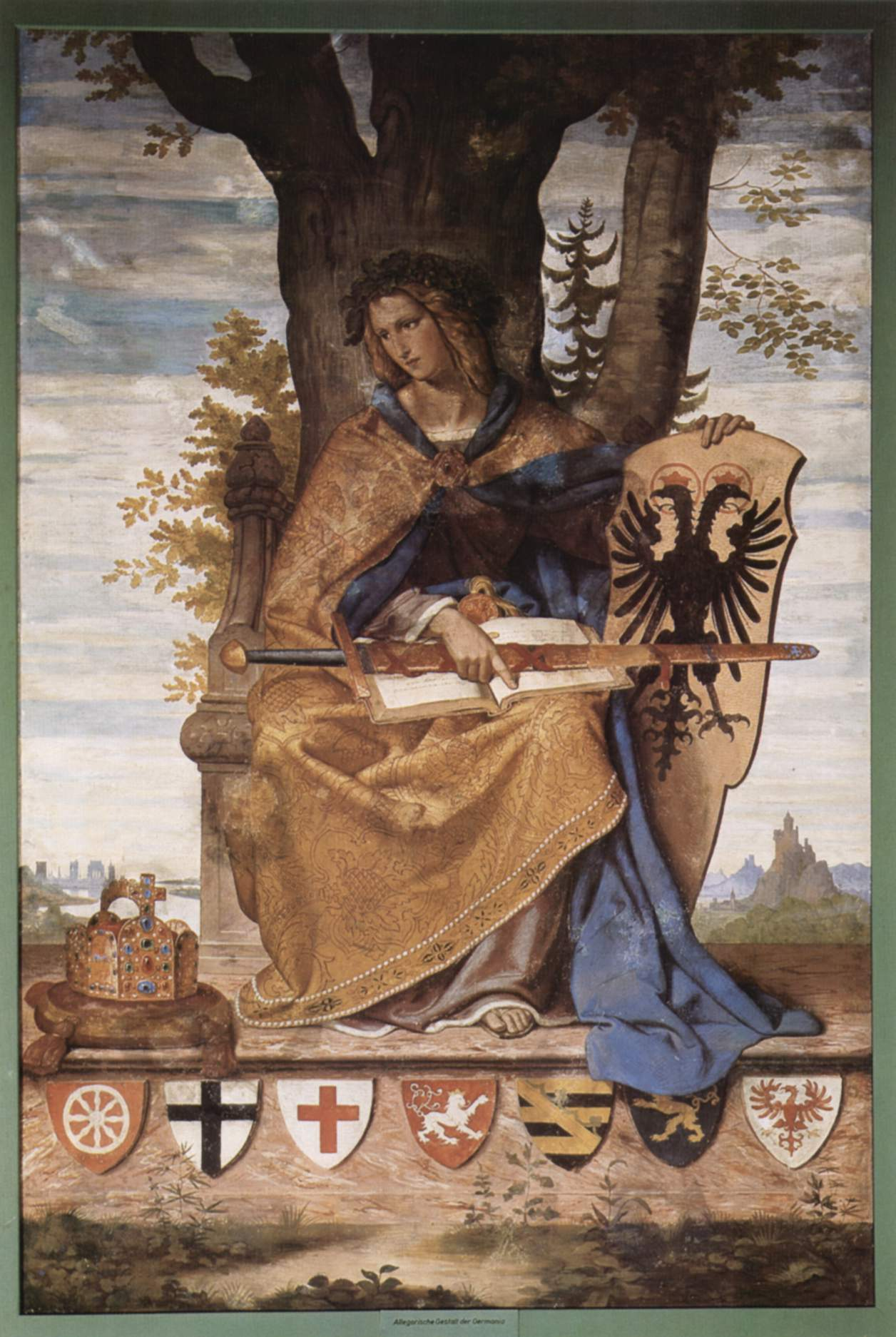
Philipp Veit : Allégorie de Germania, tapisserie de l'Institut Städelschen de Francfort, 1834–1836; à gauche en bas, la couronne impériale.
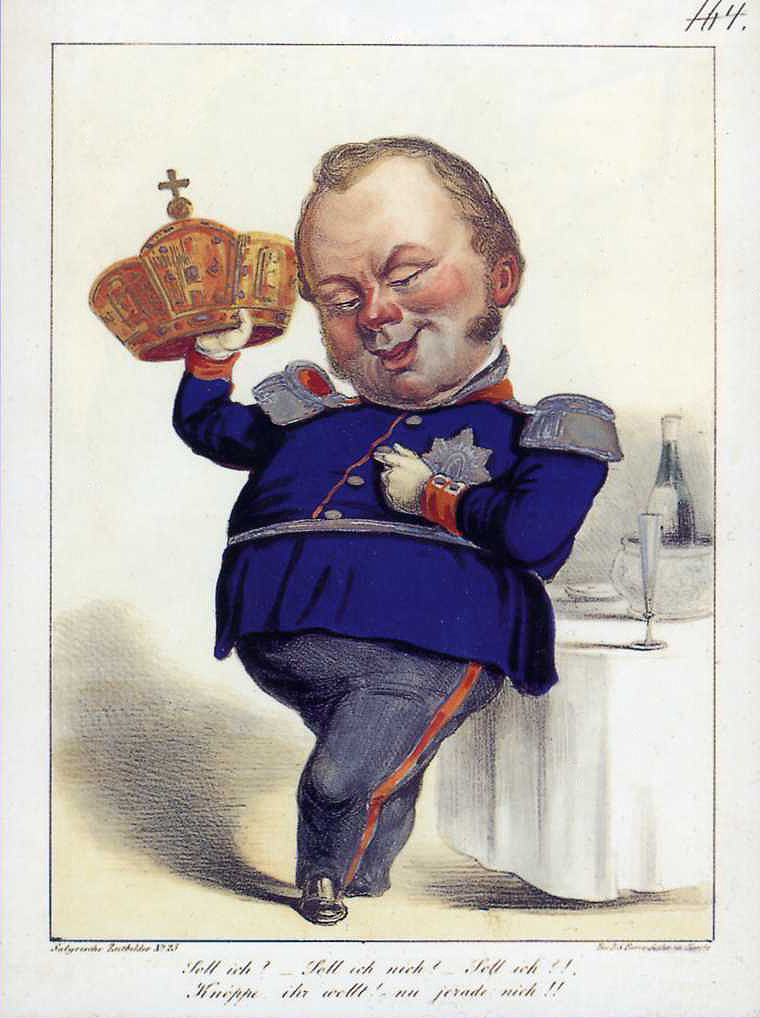
« Soll ich? – Soll ich nich? – Soll ich?! Kneppe, ihr wollt! nu jerade nich!! » Frédéric-Guillaume IV de Prusse et la couronne impériale (caricature de 1848)
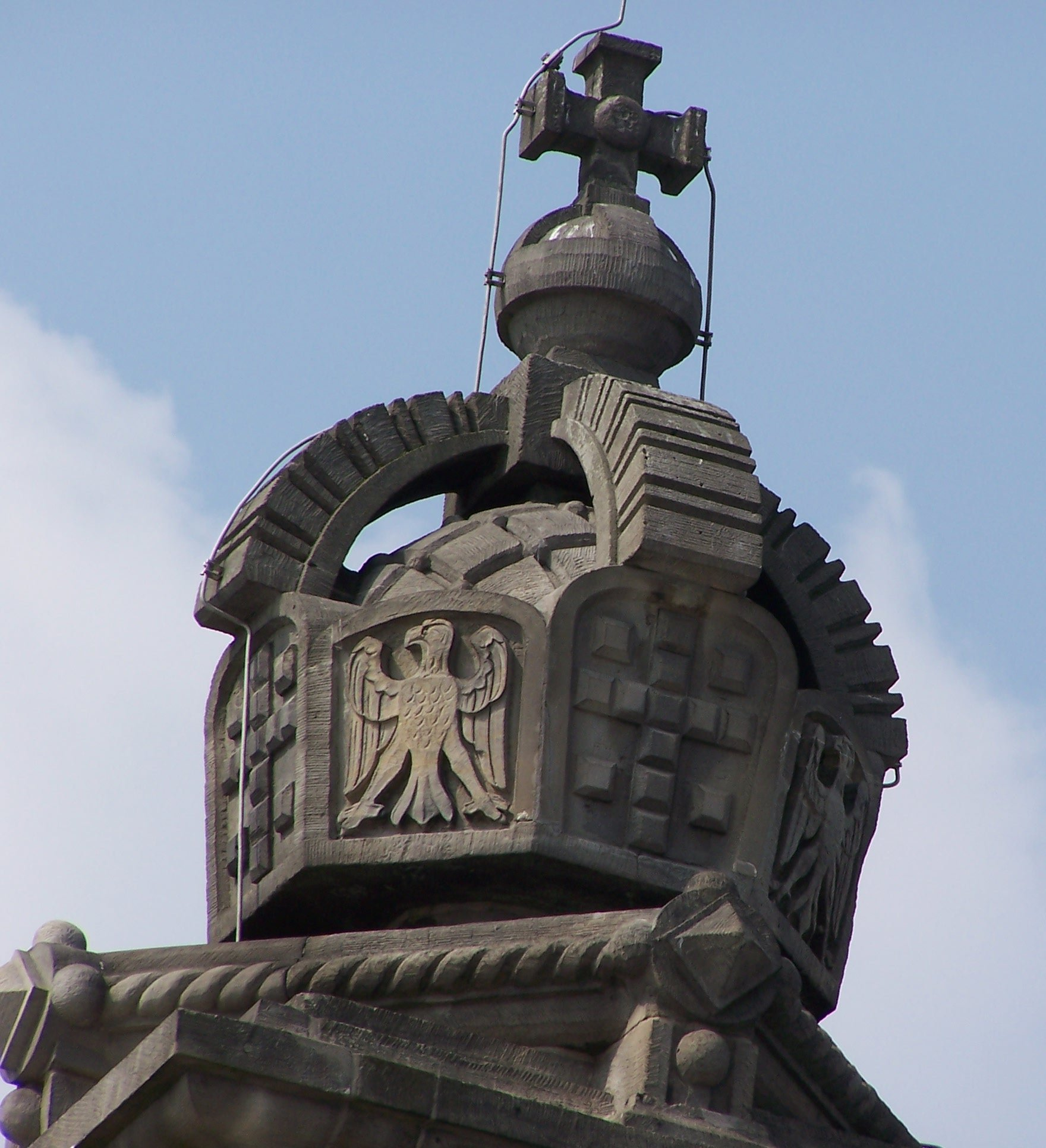
Couronne impériale de l'Empire allemand au-dessus des tours du Reichstag de 1871

Bien après la dissolution du Saint-Empire romain germanique, la couronne impériale devint le symbole de l'Empire allemand en tant que Reich germanique, et plus celui du vieil empire des Ottoniens et de leurs successeurs. Lorsque Frédéric-Guillaume IV de Prusse repoussa la « couronne germanique » (il parlait à ce propos de ragot de révolution), c'est cette couronne que les caricatures dessinèrent, comme étant la couronne impériale par excellence. 
Même la couronne de l’Empire allemand de 1871, qui ne fut jamais portée mais fut fabriquée en maquette pour le symbole le 15 octobre 1871 (soit exactement un an après la proclamation du Deuxième Reich), ressemblait beaucoup à l'ancienne couronne impériale. Aussi, quoique l'empereur allemand n'ait jamais vraiment porté cette couronne, elle symbolisait à sa manière le gouvernement des Hohenzollern, que ce soit sur la bannière de l'empire (une aigle impériale), sur les pièces de monnaie et billets de banque ou un peu partout dans Berlin, notamment comme motif décoratif des bâtiments du Reichstag. Elle sert d'ailleurs toujours d'emblème à l’Association monarchiste allemande Tradition und Leben, qui milite pour le rétablissement du Deuxième Reich : ses membres voient dans la couronne un symbole de l’unité allemande, et au premier chef des valeurs chrétiennes de l’Occident – qui d'ailleurs sont plus clairement exprimées sur la vieille couronne du Saint-Empire.
Aucune autre couronne en Europe, que ce soit la couronne russe, la couronne anglaise ou espagnole n'a joui d'un tel prestige ni produit une telle charge symbolique que la couronne impériale de Vienne. Cela ne tient pas tant à sa fonction juridique qu'à sa fonction religieuse et à l'usage continu qui en a été fait au cours de plus de cinq siècles. De ce point de vue, elle ne peut être comparée qu'à la couronne de Venceslas (Bohême), la couronne de saint Étienne (Hongrie) et la couronne de fer des rois lombards.
La couronne du Saint-Empire est l'expression juridique et artistique de la monarchie de droit divin.

### Sources littéraires
- Charles IV : Vita Caroli Quarti. Die Autobiographie Karls IV.. Introduction, traduction et commentaire d’Eugen Hillenbrand, éd Fleischhauer & Spohn, Stuttgart (1979),  (ISBN 3-87230-202-7).
- Johann Wolfgang von Goethe : Dichtung und Wahrheit. Ire partie, livre 5, Couverture du couronnement de Josephs II comme roi de Germanie
- (de) Erklärung Sr. Maj. des Kaisers Franz II, wodurch er die deutsche Kaiserkrone und das Reichsregiment niederlegt, die Churfürsten, Fürsten und übrigen Stände, wie auch alle Angehörige und Dienerschaft des deutschen Reiches, ihrer bisherigen Pflichten entbindet vom 6. August 1806

### Études historiques et archéologiques
- Mechthild Schulze-Dörrlamm, « La Couronne du Saint-Empire », Pour la Science, vol. Dossiers hors-série : Arts et sciences au Moyen Âge,‎ janvier 1996, p. 26-35 (ISSN 0153-4092)
- Sidney Kirkpatrick,  "les reliques sacrées d'Hitler "